# یورگن زرکه
یورگن زرکه (به آلمانی: Jürgen Serke) (زادهٔ ۱۹۳۸ میلادی در گورژوف ویلکوپولسکی) نویسنده و روزنامه‌نگار آلمانی است.

## زندگی
یورگن زرکه در سال ۱۹۳۸ در شهر گورژوف ویلکوپولسکی به دنیا آمد.
زرکه هم‌اکنون نزدیک شهر هامبورگ زندگی می‌کند.

## فعالیت‌ها
زرکه از سال ۱۹۶۱ فعالیتش را در عرصهٔ مطبوعات آغاز کرد و در سال ۱۹۷۶ نخستین کتابش را با عنوان «وکیل دعاوی در آلمان. ۸ پرتره» را منتشر کرد. از دیگر آثار او می‌توان به کتاب‌های «زنان می‌نویسند» (۱۹۸۲) و «خانه و کاشانه در تبعید» (۱۹۹۸) اشاره کرد.
زرکه در کتابش با عنوان «دهکده‌های بومن. گشت و گذاری در منطقهٔ ادبی دورافتاده» که نسخهٔ آلمانی آن در سال ۱۹۸۷ منتشر شد نویسندگان آلمانی‌زبان اروپای میانه را که مدت‌های مدیدی مورد بی‌اعتنایی قرار گرفته بودند بار دیگر در خاطر زنده می‌کند. در سال ۲۰۰۱ بود که این کتاب به زبان چکی برگردان شد و درست در همان سال به عنوان کتاب برگزیدهٔ سال در کشور چک انتخاب شد.
او همچنین در تأسیس یک مرکز منحصربه‌فرد در آلمان مخصوص هنرهایی که در دوران آلمان نازی تحت تعقیب قرار می‌گرفتند همکاری داشت. در این موزه که موزهٔ هنرهای «سولینگن» نام دارد و در ایالت نوردراین-وستفالن واقع است مجموعهٔ ادبی «شاعران سوخته» متعلق به «یورگن زرکه» در کنار آثار دیگری قرار گرفته‌است.

## جوایز
یورگن زرکه در سال ۲۰۱۲ به عنوان برندهٔ جایزهٔ فرهنگی آلمان–چک معرفی شد. کمیتهٔ این جایزه با اعلام نام این نویسنده به عنوان نفر برگزیده اعلام کرد با اهدای این جایزه به زرکه از سهمی که وی در راستای درک فرهنگی متقابل میان دو کشور آلمان و چک ایفا کرده قدردانی می‌کند. این جایزه در ماه نوامبر سال ۲۰۱۲ در شهر برمن به وی اهدا شد.

## پی‌نوشت
1. ↑  نیازاده، «جایزهٔ فرهنگی آلمان–چک...»، ایبنا.
2. ↑  نیازاده، «جایزهٔ فرهنگی آلمان–چک...»، ایبنا.
3. ↑  نیازاده، «جایزهٔ فرهنگی آلمان–چک...»، ایبنا.
4. ↑  نیازاده، «جایزهٔ فرهنگی آلمان–چک...»، ایبنا.
5. ↑  نیازاده، «جایزهٔ فرهنگی آلمان–چک...»، ایبنا.
6. ↑  نیازاده، «جایزهٔ فرهنگی آلمان–چک...»، ایبنا.
7. ↑  نیازاده، «جایزهٔ فرهنگی آلمان–چک...»، ایبنا.
8. ↑  نیازاده، «تأسیس یک مرکز منحصربه‌فرد...»، ایبنا.
9. ↑  نیازاده، «تأسیس یک مرکز منحصربه‌فرد...»، ایبنا.
10. ↑  نیازاده، «تأسیس یک مرکز منحصربه‌فرد...»، ایبنا.
11. ↑  نیازاده، «جایزهٔ فرهنگی آلمان–چک...»، ایبنا.
12. ↑  نیازاده، «جایزهٔ فرهنگی آلمان–چک...»، ایبنا.
13. ↑  نیازاده، «جایزهٔ فرهنگی آلمان–چک...»، ایبنا.